# Пушки, вируси и стомана
„Пушки, вируси и стомана: Какво определя съдбините на човешките общества“ (на английски: Guns, Germs, and Steel: The Fates of Human Societies), по-известна само като „Пушки, вируси и стомана“, е книга от 1997 г. на американския професор по география и физиология Джаред Даймънд, преподавател в Калифорнийския университет в Лос Анджелис. През 1998 г. книгата печели награда „Пулицър“ за нехудожествена литература и наградата „Авентис“ за най-добра научна книга. През 2005 г. National Geographic заснема документален филм по книгата.
В книгата Даймънд опитва да обясни защо цивилизациите, зародили се в Евразия (заедно със Северна Африка), са успели да завладеят всички останали цивилизации, като в същото време отрича те да имат каквото и да е интелектуално, морално или генетично превъзходство над другите. За него географията и природните дадености под една или друга форма са в основата на преимуществата на евразийците пред хората от другите континенти, били те културни (напр. изобретяването на писмеността), генетични (имунитета на евразийските народи към множество ендемични заболявания) или цивилизационни (напр. централизираната структура на обществата в Евразия).
Анализирайки причините за това, защо толкова малко животни от дивата природа са превърнати в домашни, Даймънд формулира Принципа на Ана Каренина. „Необходимо е съвпадането на много фактори и несъвпадането само на един фактор, за да настъпи провал“.